# Колтымак (нижний приток Тоймы)
Колтымак — река в России, протекает в Удмуртии. Правый приток Тоймы.
Длина реки — 21 км, площадь бассейна — 143 км². Берёт начало на Можгинской возвышенности, на крайнем юге Можгинского района в 2 км к северо-западу от деревни Колтымак. Течёт на юго-восток по Алнашскому району через упомянутую деревню. Впадает в Тойму по правому берегу в деревне Удмуртское Кизеково (91 км от устья).
В среднем течении на правом берегу расположена деревня Дроздовка. Крупнейшие населённые пункты всего бассейна: Старый-, Новый- и Верхний Утчан.
Реку пересекают автодороги М7 (участок Елабуга — Ижевск) и Алнаши — Грахово.
Основные притоки (левые): Варали (длина 13 км), Утчанка (длина 10 км). 

## Данные водного реестра
По данным государственного водного реестра России относится к Камскому бассейновому округу, водохозяйственный участок реки — Кама от Нижнекамского гидроузла и до устья, без реки Вятка, речной подбассейн реки — бассейны притоков Камы до впадения Белой. Речной бассейн реки — Кама.
Код водного объекта 10010101512211100029147.